# Cheignieu-la-Balme
Cheignieu-la-Balme är en kommun i departementet Ain i regionen Auvergne-Rhône-Alpes i östra Frankrike. Kommunen ligger  i kantonen Virieu-le-Grand som ligger i arrondissementet Belley. Kommunens areal är 6,26 km². År 2022 hade Cheignieu-la-Balme 130 invånare.

## Befolkningsutveckling
Antalet invånare i kommunen Cheignieu-la-Balme
Referens: INSEE